# Miss Jackson
Miss Jackson (рус. Мисс Джексон) — песня американской рок-группы Panic! At the Disco, выпущенная 15 июля 2013 года, как первый сингл четвертого студийного альбома группы, Too Weird to Live, Too Rare to Die! (2013). Припев песни спела певица Lolo. Режиссером клипа песни стал Джордан Бахат. Песня вошла в ТОП-10 в iTunes, там же было продано 56000 цифровых копий за первую неделю. Сингл занял 68 место на Billboard Hot 100 и 27 место на Digital Songs. В январе 2015 года альбому был присвоен статус «золотого» в США.

## Написание и композиция
«Miss Jackson» называется так в честь Джанет Джексон и в самой песне ссылается на её хит «Nasty» в припеве, словами: «Miss Jackson, are you nasty?».
Первоначально песня называлась «Bad Apple», так как в ней был мотив песни «Every Single Night» Фионы Эппл, но когда группа сыграла для нее наработки песни, Фиона отказала в правах на использование своей мелодии. Вокалист Брендон Ури признался, что он очень злился из-за отказа, но также признался, что новый подход группы к песне и новая мелодия ему понравились больше.
В интервью с MTV, вокалист Брендон Ури говорит, что слова песни он написал, опираясь на свой личный опыт:

«Miss Jackson» о чем-то, что на самом деле случилось со мной, когда я был моложе. Я не говорил об этом и я чувствовал, что если продолжу молчать, я буду продолжать думать об этом, это бы свело меня с ума. Когда я был моложе, меня ничего не волновало; Я мог переспать с одной девушкой, а следующей ночью переспать с её подругой, и меня вообще бы не заботило то, что они бы чувствовали в этот момент, как я их заставил себя чувствовать, в какое положение я их поставил. Однажды это случилось и со мной, и я понял, каково это.
Оригинальный текст (англ.)Miss Jackson is about something that actually happened to me when I was younger. I hadn't really talked about it, and I felt that if I didn't, I would keep thinking about it, it would drive me crazy. When I was younger, I would mess around; I'd sleep with one girl one night, sleep with her friend the next night, and not care about how they felt, or how I made them feel. And then it happened to me and I realized «Wow, that's what that feels like?».

## Релиз
Комментируя решение группы выпустить «Miss Jackson» в качестве ведущего сингла своего четвертого студийного альбома, Too Weird to Live, Too Rare to Die!, вокалист и гитарист Брендон Ури заявил: «Каждая песня в альбоме довольно-таки отличается друг от друга, но есть много звуков других песен, которые как бы смешиваются в „Miss Jackson“. Есть песни, которые варьируются от чего-то личного к чему-то вымышленному, к песне о том, что я вырос в Лас-Вегасе. Это действительно складывает всю атмосферу записи воедино, которая и нужна в ведущем сингле». Релиз сингла состоялся 15 июля 2013 года.

## Клип
Клип на песню «Miss Jackson» был снят Джорданом Бахатом и выпущен на YouTube-канале лейбла Fueled by Ramen с участием американской актрисы Катрины Боуден. Сцена в отеле была снята в Барстоу, штат Калифорния.

## Чарты
| Чарт (2013)                          | Пиковая позиция |
| ------------------------------------ | --------------- |
| Canada (Canadian Hot 100)            | 73              |
| Великобритания (OCC UK Singles)      | 61              |
| Великобритания (OCC UK Rock & Metal) | 2               |
| US Billboard Hot 100                 | 68              |
| US Hot Rock Songs (Billboard)        | 11              |
| US Rock Airplay (Billboard)          | 18              |
| US Alternative Songs (Billboard)     | 7               |

| Чарт (2013)                      | Позиция |
| -------------------------------- | ------- |
| US Hot Rock Songs (Billboard)    | 34      |
| US Alternative Songs (Billboard) | 39      |

| Чарт (2014)                   | Позиция |
| ----------------------------- | ------- |
| US Hot Rock Songs (Billboard) | 83      |

## Сертификаты
| Регион     | Сертификаты |
| ---------- | ----------- |
| США (RIAA) | Платиновый  |